# Schule Wendenstraße

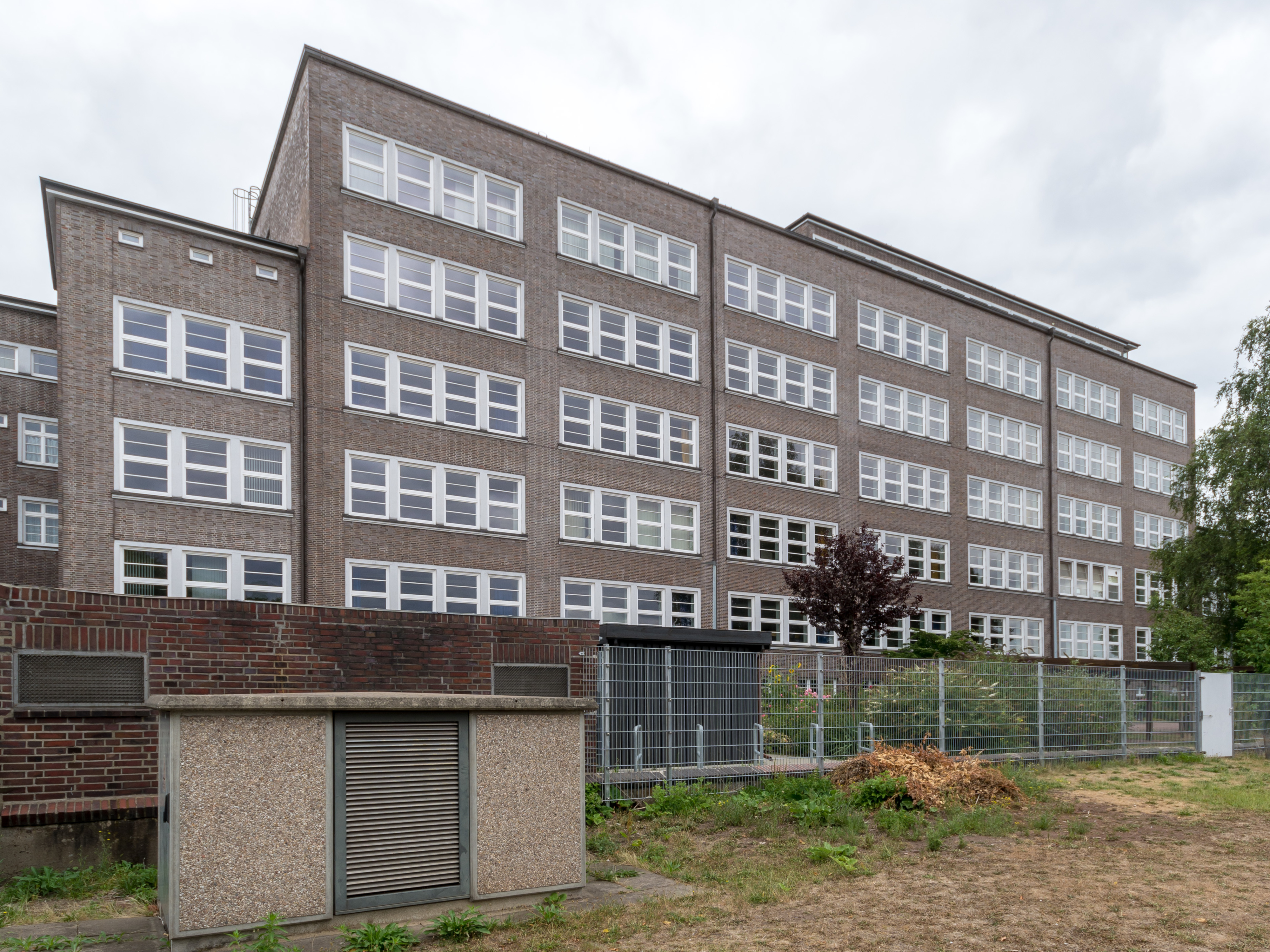
Ansicht vom Schulhof

Die Schule Wendenstraße in Hamburg-Hammerbrook wurde 1928–1930 als Volksschule nach Plänen von Fritz Schumacher erbaut. Während der umliegende Stadtteil im Zweiten Weltkrieg nahezu vollständig zerstört wurde, blieb die Schule weitgehend erhalten und steht heute unter Denkmalschutz. Mangels Wohnbevölkerung wurde sie jedoch nach dem Krieg nicht mehr als Volksschule genutzt, sondern als Handelsschule und Wirtschaftsgymnasium, zuletzt unter dem Namen Berufliche Schule City-Süd. Anfang 2021 zog die Schule in einen Neubau im Stadtteil Borgfelde (Hinrichsenstraße 35) um und heißt nun Berufliche Schule an der Landwehr (BS 32). Das Gebäude in der Wendenstraße wird seit August 2021 von der Beruflichen Schule Bautechnik (BS08) genutzt.